# Таскала (Атирауська міська адміністрація)
Таскала́ (каз. Тасқала) — село у складі Атирауської міської адміністрації Атирауської області Казахстану. Адміністративний центр та єдиний населений пункт Кенузецького сільського округу.
Населення — 9012 осіб (2021; 2971 у 2009, 1668 у 1999, 1619 у 1989).